# کارت شناسایی (فیلم)
کارت شناسایی (چکی: Občanský průkaz) یک فیلم کمدی و درام به کارگردانی اوندری ترویان است که در سال ۲۰۱۰ منتشر شد.

## بازیگران
- آنا گیسلرووا
- ییرژی ماخاچک
- یورا اینووتا
- یان هروشینتسکی
- ینووفا بوکووا
- مارتین میشیچکا